# Hoch klingt der Radetzkymarsch
Hoch klingt der Radetzkymarsch ist eine österreichische Filmkomödie von Géza von Bolváry aus dem Jahr 1958, die in der Zeit des Kaisertums Österreich spielt.

## Handlung
Wien zur Biedermeierzeit Mitte des 19. Jahrhunderts: Als Carl von Heimendorf, Leutnant im Regiment „Prinz Eugen“, von seinen Kameraden wegen seines steten Misserfolgs bei den Frauen aufgezogen wird, wettet er, bis Mitternacht eine Frau erobert zu haben. Umgehend versucht er, das Stubenmädchen seiner Tante Leonie von Heymendorf, Franzi Lechner, mit einem klischeehaften Spruch zu umgarnen, doch die junge Frau lässt ihn stehen. Dennoch behauptet Carl vor seinen Kameraden, er habe ein Stubenmädchen verführt. Dies bringt wiederum den Oberleutnant Stephan Fischbacher in Rage: Er hatte am selben Tag Ärger mit seiner Freundin, der bekannten Sängerin Lina Strobl, und wollte daher aus Rache ein beliebiges Mädchen verführen. Seine Wahl fiel auf Franzi, die er mit dem gleichen Spruch wie Carl zu umgarnen suchte, wofür er von ihr geohrfeigt wurde. In seiner Wut auf Franzi dichtet Stephan nun ein Lied auf die Faulheit und leichte Verführbarkeit der Stubenmädchen. Von Lina Strobl in einem beliebten Pratertheater gesungen, entwickelt sich das Lied schnell zum Gassenhauer und verärgert sämtliche Stubenmädchen der Stadt.
Die Stubenmädchen beginnen unter der Führung von Franzi, die sich längst in Stephan verliebt hat und von ihm einen Heiratsantrag erhält, den Aufstand. Sie boykottieren einen Auftritt Linas, wobei Franzis beste Freundin Mitzi von der Polizei verhaftet und eingesperrt wird. Nun legen die Stubenmädchen ihre Arbeit nieder und das gerade, als zu Ehren des Diplomaten Graf Hatzberg zu Eberstein von Gut Lindenstein ein abendlicher Ball gegeben wird. Der Ball soll die Lindensteiner Prinzessin Clementina Augusta mit ihrem zukünftigen Gemahl bekannt machen, der niemand anderes als Carl von Heymendorf werden soll. Da die Stubenmädchen streiken, fehlt es bald an Kerzen im Saal und an Essen auf den Tischen. Der Gastgeber Generalfeldmarschall Radetzky verlangt, die Urheberin des Aufstands zu sprechen und sieht bald Franzi vor sich. Die setzt sich zunächst für ein Verbot des Liedes ein, dessen Text sie jedoch nicht wiedergeben will. Der ebenfalls anwesende Stephan wird aufgefordert, den Text vorzutragen, schließlich sei er ja der Verfasser des Liedes. Franzi ist entsetzt und erzählt Radetzky nun, dass Offiziere des Regiments „Prinz Eugen“ arglosen Stubenmädchen die Ehe versprechen würden, ohne dieses Versprechen zu halten. Radetzky, dem ähnliche Beschwerden schon früher vorgetragen wurden, reagiert prompt: Der Offizier, der einem Stubenmädchen die Heirat versprochen hat, soll nicht nur zur Heirat gezwungen werden, sondern auch seine Uniform ablegen. Er gibt dem Schuldigen eine Frist, in der er sich bei ihm zu melden hat.
Es melden sich schließlich verschiedene Männer bei Radetzky. So glaubt auch Carl von Heymendorf, der Aufruf gelte ihm, da er bei seinem kurzen Flirt hypothetisch auch die Ehefrage gestellt und zudem vor seinen Kameraden ja mit einer unwahren Verführung geprahlt hatte. Am Ende offenbart sich jedoch mit Stephan der wahre Schuldige. Franzi ist in der Zwischenzeit zu ihrem Großvater, dem Weinbauern Franz Lechner, gereist. Dort holt Radetzky sie ab und bringt sie zurück nach Wien, wo sie auf seinen Befehl hin mit Carl von Heymendorf verheiratet werden soll, da der ihr schließlich die Ehe angetragen hatte und sie daher nur ihre eigene Forderung erfüllt bekommt. Franzi erkennt, dass sie nur Stephan liebt und erklärt dies Carl in der Kirche. Die Finte des Generalfeldmarschalls wird schnell aufgeklärt, da bereits Stephan als Bräutigam in der Kirche wartet. Franzi und Stephan werden getraut und verlassen als Ehepaar die Kirche.

## Produktion
Hoch klingt der Radetzkymarsch entstand nach einer Idee von Emeric Roboz. Der Film wurde unter anderem in Wien und in den Rosenhügel-Filmstudios gedreht und erlebte am 19. September 1958 im Nürnberger Atlantik seine Premiere.
Die Filmmusik stammt von Franz Grothe. Mehrfach im Film wird der Schlager Lied von den Stubenmädchen gesungen. Interpretiert wird er unter anderem von Walter Müller und Winnie Markus. Walther Reyer singt den Text zum Walzer von Franz Grothe Das Schönste auf der Welt. Zudem ist der Radetzky-Marsch von Johann Strauss (Vater) in verschiedenen Bearbeitungen zu hören.

## DVD
- Die schönsten Musikfilme der 50er Jahre, Erscheinungstermin 3. Februar 2011, Anbieter: Kinowelt (neben Hoch klingt der Radetzkymarsch 4 weitere Filme)
- Hoch klingt der Radetzkymarsch, Erscheinungstermin 17. November 2006, Anbieter: Kinowelt Home Entertainment[1]

## Kritik
Das Lexikon des internationalen Films nannte Hoch klingt der Radetzkymarsch ein „gemütvolles und anspruchsloses Musiklustspiel“.
Anlässlich einer Wiederaufführung des Films im Fernsehen nannte Der Spiegel ihn einen „K.u.k.-Schwank (1958) aus der Blütezeit des deutschen Schnulzenkinos“.